# سامي نعسان
سامي نعسان ممثل وملحن وموسيقي مصري، بدأ نشاطه الفنى في الثلاثينيات، وعمل كممثل في السينما في عدة أفلام ووضع الألحان في بعضها، حيث قدم أدوارًا ثانوية، وكان يظهر في شخصيات الجرسون والبارمان.
امتد نشاطه الفني من عام 1935 إلى عام 1951.

## قائمة أعماله الفنية
فيلم «معروف البدوي» للمخرج إبراهيم لاما عام 1935 (تمثيل)
فيلم «الهارب» للمخرج إبراهيم لاما عام 1936 (تمثيل)  
فيلم «عز الطلب» للمخرج إبراهيم لاما عام 1937 (تمثيل)  
فيلم «الكنز المفقود» للمخرج إبراهيم لاما عام 1938 (تمثيل)
فيلم «رجل بين امرأتين» للمخرج إبراهيم لاما عام 1940 (تمثيل)  
فيلم «صلاح الدين الأيوبي» للمخرج إبراهيم لاما عام 1941 (الألحان)
فيلم "ابن الصحراء" للمخرج إبراهيم لاما عام 1942 (تمثيل - ألحان)  
فيلم «وحيدة» للمخرج إبراهيم لاما عام 1944 (تمثيل)  
فيلم «خضرة والسندباد القبلي» للمخرج نيازي مصطفى عام 1951 (تمثيل - ألحان)  

## وصلات خارجية
- سامي نعسان على موقع الدهليز
- سامي نعسان على موقع قاعدة بيانات الأفلام العربية
- سامي نعسان على الدهليز
- سامي نعسان على كاروهات